# Erythroxylum sphaeranthum
Erythroxylum sphaeranthum är en tvåhjärtbladig växtart som beskrevs av Joseph Marie Henry Alfred Perrier de la Bâthie. Erythroxylum sphaeranthum ingår i släktet Erythroxylum och familjen Erythroxylaceae. Inga underarter finns listade i Catalogue of Life.